# Spensowie z Booden

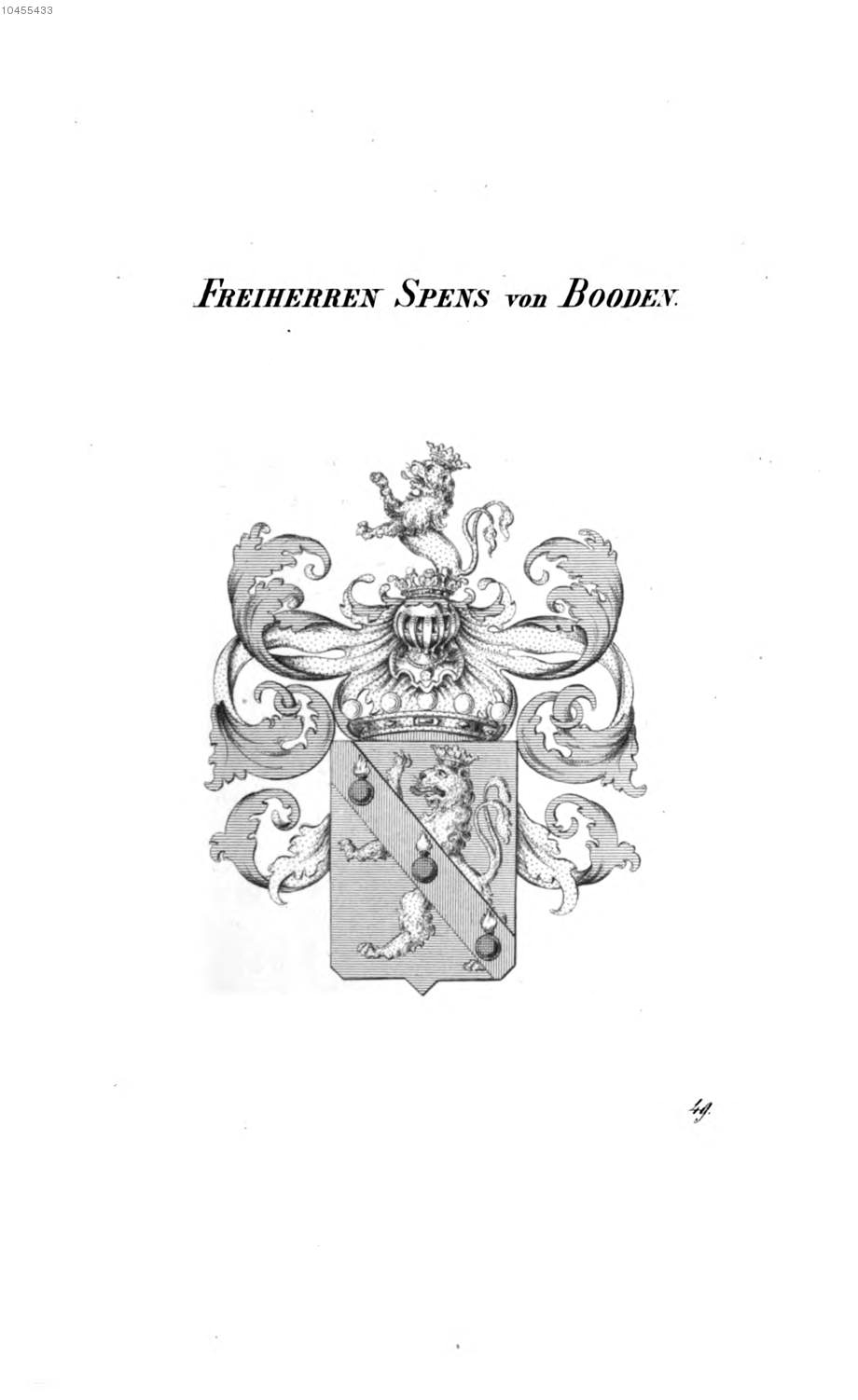
Herb Spensów z Booden

Spensowie z Booden (cz. Spensové z Boodenu, niem. Spens von Booden) – rodzina szlachecka o pochodzeniu szkockim od XVII wieku zamieszkująca na Śląsku.
Na Śląsku Cieszyńskim jako pierwszy zamieszkał Albrecht Spens pod koniec XVII wieku. W 1781 jego potomkowie otrzymali tytuł baronów. Pełnili dworskie i ziemskie funkcje w Cieszynie. Pod koniec XVIII wieku posiadali między innymi Kaczyce, Otrębów i Pogwizdów, z czego 1797 Otrębów i Pogwizdów sprzedali Komorze Cieszyńskiej. W 1816 otrzymali Ropicę wraz z pałacem, który stał się ich główną siedzibą. Ostatnim przedstawicielem rodu został Herman hrabia Künburg-Spens zmarły w 1942.